# Милан, Факундо
Факундо Науэль Милан Осорио (исп. Facundo Nahuel Milán Osorio; 3 февраля 2001, Монтевидео) — уругвайский футболист, нападающий клуба «Монтевидео Уондерерс».

## Клубная карьера
Уроженец Монтевидео, Факундо Милан является воспитанником академии местного клуба «Дефенсор Спортинг». В основном составе дебютировал в возрасте 16 лет в матче против клуба «Пласа Колония» 9 октября 2017 года, отметившись «дублем». 9 ноября 2017 года забил гол в ворота «Расинга».
В 2020 году перешёл в «Сан-Паулу». Не сыграл за бразильскую команду ни одного матча. В июле 2022 вернулся в Уругвай, где присоединился к «Монтевидео Уондерерс».

## Карьера в сборной
Выступал за сборные Уругвая до 17 и до 20 лет.